# 托斯卡纳区马利亚诺
托斯卡纳区马利亚诺（義大利語：Magliano in Toscana），或纯音译为马利亚诺-因托斯卡纳，是意大利托斯卡纳大区格罗塞托省的一个市镇。总面积250.68平方公里，人口3753人，人口密度15.0人/平方公里（2009年）。ISTAT代码为053013。